# Båstad
Båstad (généralement retranscrit Bastad en français) est une ville suédoise située au nord-ouest de la province de Scanie et peuplée de 4 793 habitants en 2005. Elle est le chef-lieu de la commune de Båstad.
La ville est principalement connue pour être un vrai vivier de joueurs de tennis du pays (comme Magnus Larsson) et accueille d'ailleurs depuis 1948 l'Open de Suède (tournoi ATP), qui draine chaque année, en juillet, plus de 20 000 spectateurs. Depuis 2009, elle accueille aussi le tournoi WTA, précédemment joué à Stockholm.

## Architecture
Les architectes Lise Roel et Hugo Höstrup ont réalisé la mairie et la bibliothèque à Båstad (1979).

## Personnalités
- Ossian Elgström (1883-1950), peintre, illustrateur, collectionneur et écrivain, y est mort.
- Märta Måås-Fjetterström (1873-1941), artiste textile y a vécu et travaillé dans son atelier textile (actuellement MMF AB) de 1919 à 1941.

## Galerie

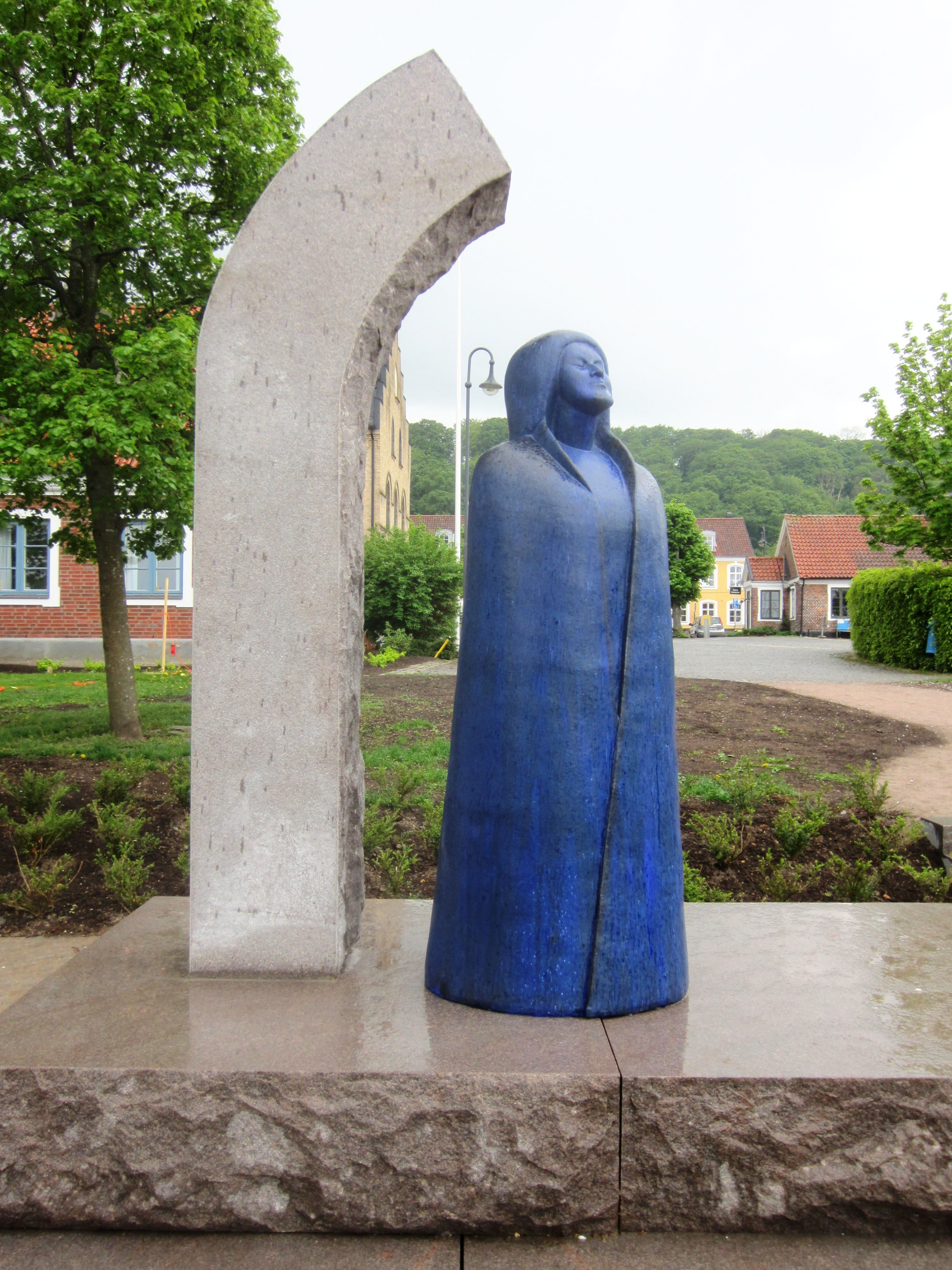
Statue de la soprano Birgit Nilsson.
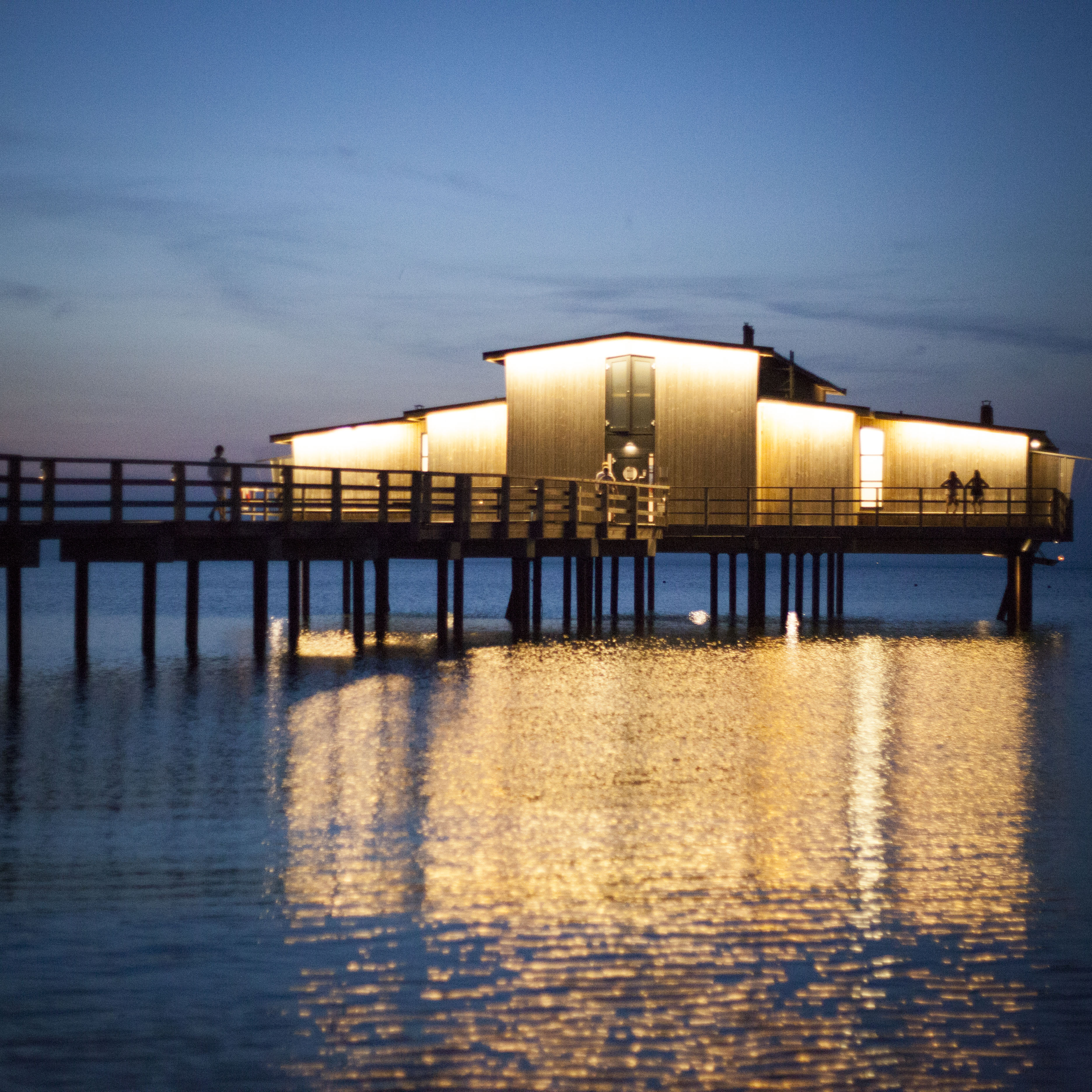
Les bains froids (kallbadhuset) de Båstad.
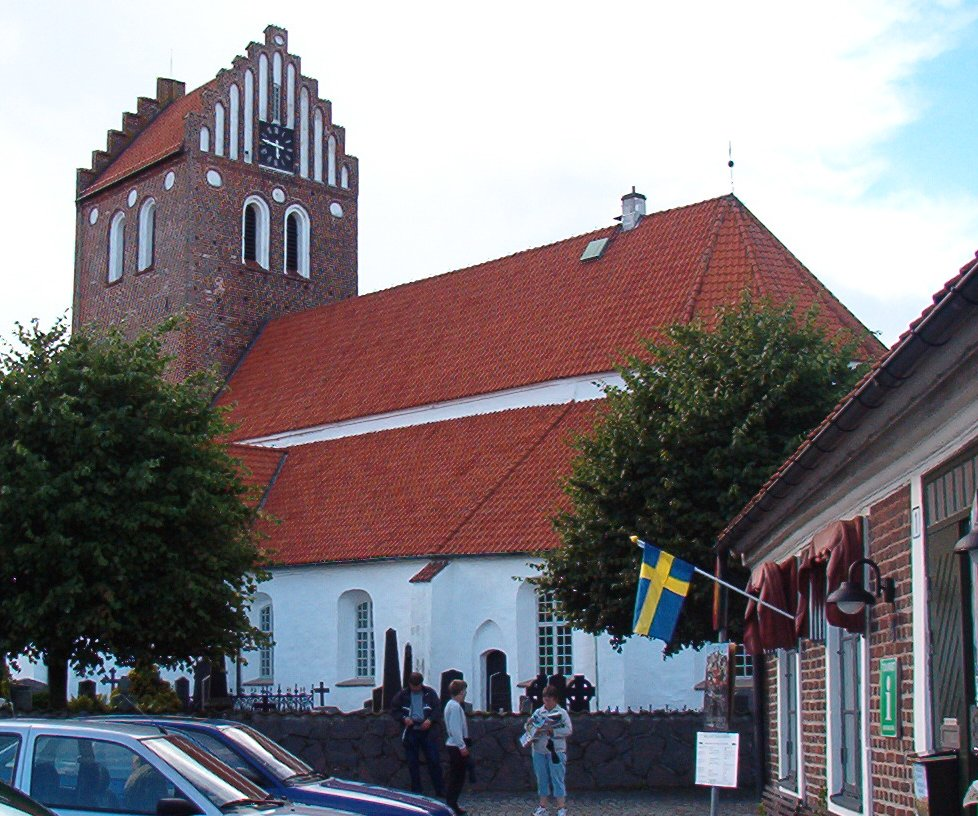
L'église Sainte-Marie.